# Miss Rusia 2023
Miss Rusia 2023 (en ruso: Мисс Россия 2023, romanizado: Miss Rossiya 2023) fue la 29.ª edición del certamen Miss Rusia. Se llevó a cabo el 8 de octubre de 2023 en Barvikha Luxury Village, Moscú. Anna Linnikova de Oremburgo coronó a Margarita Golubeva de San Petersburgo como su sucesora al final del evento. Ella representó a Rusia en Miss Universo 2023.

## Resultados
| Posiciones        | Candidata |
| ----------------- | --- |
| Miss Rusia 2023   | - San Petersburgo - Margarita Golubeva § |
| Primera finalista | - Toliatti - Elizaveta Dudina |
| Segunda finalista | - Yakutia - Lyubov Khokholova § |
| Top 10            | - Kirovo-Chepetsk - Varvara Shutova § - Krai de Krasnodar - Ksenia Zakharchenko § - Mari-El - Anastasia Antonova § - Moscú - Polina Polenovich - Perm - Anastasia Omelina § - Tiumén - Aleksandra Stashkevich - Udmurtia - Anastasia Teterina                                                                                        |
| Top 20            | - Carelia - Anfisa Popova - Chitá - Arina Filippova - Ekaterimburgo - Alyona Kharlanova - Kazán - Ekaterina Morozova - Krasnodar - Anastasia Vesninova - Nizhnekamsk - Kamilla Garipova - Óblast de Moscú - Anastasia Minayeva § - Óblast de Samara - Vlada Prilepina - Odintsovo - Ekaterina Smilyanets - Tuvá - Ariana Akhmetova § |

- § Votada por el público vía internet para completar el cuadro de 20 cuartofinalistas.[5]

## Candidatas
50 candidatas compitieron por el título.
| #  | Entidad               | Nombre                   | Edad | Posición alcanzada |
| -- | --------------------- | ------------------------ | ---- | ------------------ |
| 1  | Toliatti              | Elizaveta Dudina         | 20   | Primera finalista  |
| 2  | Kazán                 | Ekaterina Morozova       | 22   | Top 20             |
| 3  | Nizhni Nóvgorod       | Maria Budnyakova         | 22   |                    |
| 4  | Cheliábinsk           | Sofia Kovrizhinkova      | 19   |                    |
| 5  | Óblast de Oremburgo   | Ekaterina Vorobyeva      | 21   |                    |
| 6  | Óblast de Tiumén      | Elizaveta Efremova       | 19   |                    |
| 7  | Birobidzhán           | Elizaveta Oleksina       | 22   |                    |
| 8  | Daguestán             | Marianna Aliyeva         | 22   |                    |
| 9  | Yemanzhelinsk         | Ksenia Pogozhina         | 21   |                    |
| 10 | Perm                  | Anastasia Omelina        | 19   | Top 10             |
| 11 | Krai de Krasnodar     | Ksenia Zakharchenko      | 22   | Top 10             |
| 12 | Tiumén                | Aleksandra Stashkevich   | 18   | Top 10             |
| 13 | Nizhnekamsk           | Kamilla Garipova         | 22   | Top 20             |
| 14 | Mari-El               | Anastasia Antonova       | 23   | Top 10             |
| 15 | Krai de Primorie      | Viktoria Fedorishcheva   | 22   |                    |
| 16 | Tambov                | Anastasia Klimova        | 18   |                    |
| 17 | Carelia               | Anfisa Popova            | 19   | Top 20             |
| 18 | Stávropol             | Sofya Khropal            | 19   |                    |
| 19 | Krasnodar             | Anastasia Vesninova      | 18   | Top 20             |
| 20 | Yaroslavl             | Alina Prismareva         | 20   |                    |
| 21 | Tuvá                  | Ariana Akhmetova         | 18   | Top 20             |
| 22 | Tver                  | Ulyana Odintsova         | 18   |                    |
| 23 | Sochi                 | Elizaveta Vasilenko      | 20   |                    |
| 24 | Omsk                  | Daria Beznoshchenko      | 18   |                    |
| 25 | Moscú                 | Polina Polenovich        | 23   | Top 10             |
| 26 | Chitá                 | Arina Filippova          | 20   | Top 20             |
| 27 | Óblast de Novosibirsk | Milena Kislova           | 18   |                    |
| 28 | Samara                | Polina Matrenina         | 23   |                    |
| 29 | Nálchik               | Evelina Shogenova        | 20   |                    |
| 30 | Odintsovo             | Ekaterina Smilyanets     | 22   | Top 20             |
| 31 | Baskortostán          | Tatiana Politova         | 22   |                    |
| 32 | Kabardia-Balkaria     | Dayana Ivanova           | 18   |                    |
| 33 | Yakutia               | Lyubov Khokholova        | 22   | Segunda finalista  |
| 34 | Ekaterimburgo         | Alyona Kharlanova        | 23   | Top 20             |
| 35 | Jakasia               | Milena Vatsik            | 22   |                    |
| 36 | Oremburgo             | Eva Avramenko            | 20   |                    |
| 37 | Magnitogorsk          | Anastasia Isayeva        | 20   |                    |
| 38 | Chuvasia              | Anna Lavlova             | 20   |                    |
| 39 | Óblast de Moscú       | Anastasia Minayeva       | 18   | Top 20             |
| 40 | Ivánovo               | Valeria Lukina           | 23   |                    |
| 41 | Udmurtia              | Anastasia Teterina       | 22   | Top 10             |
| 42 | Irkutsk               | Anna Chernenko           | 18   |                    |
| 43 | Kirovo-Chepetsk       | Varvara Shutova          | 19   | Top 10             |
| 44 | Óblast de Samara      | Vlada Prilepina          | 21   | Top 20             |
| 45 | Krai de Altái         | Anzhelika Grigoryevskaya | 22   |                    |
| 46 | San Petersburgo       | Margarita Golubeva       | 22   | Miss Rusia 2023    |
| 47 | Novosibirsk           | Yulia Kolmakova          | 23   |                    |
| 48 | Cherepovéts           | Zlata Sokolova           | 19   |                    |
| 49 | Rostov del Don        | Arina Morgunova          | 19   |                    |
| 50 | Tartaristán           | Radelya Akhmetshina      | 21   |                    |

## Jurado
El panel del jurado estuvo conformado por:
- Anastasia Belyak - directora
- Igor Chapurin - diseñador de moda
- Oxana Fedorova - Miss Universo 2002 y Miss Rusia 2001
- Tatiana Kotova - Miss Rusia 2006
- Dmitry Malikov - cantante
- Vladimir Matetsky - compositor